# Дийково
Дийково — деревня в Бабаевском районе Вологодской области.
Входит в состав Пожарского сельского поселения, с точки зрения административно-территориального деления — в Пожарский сельсовет.
Расстояние по автодороге до районного центра Бабаево составляет 72 км, до центра муниципального образования деревни Пожара — 2 км. Ближайшие населённые пункты — Огрызово, Пожара, Суворово.
Население по данным переписи 2002 года — 83 человека (43 мужчины, 40 женщин). Преобладающая национальность — русские (96 %).